# Tomás Sultani
Tomás Ezequiel Sultani (Garín, Argentina; 22 de junio de 1998) es un futbolista argentino. Juega de guardameta y su equipo actual es Club Atlético Tigre de la Primera División de Argentina.

## Trayectoria
Formó parte del plantel que ganó el ascenso a la Primera C en el Campeonato de Primera D 2018-19.
Con el club cayó en la Primera C de 2020 ante Club Atlético Ituzaingó por el ascenso en cuartos de final.
Tras tres temporadas en Real Pilar, en diciembre de 2021 Sultani fichó en el San Telmo de la Primera B Nacional. Debutó en la B el 14 de febrero de 2022 ante Chaco For Ever.
El 23 de diciembre de 2022, se anunció su fichaje en el Arsenal de la Primera División de Argentina.

## Estadísticas
Actualizado al último partido disputado el 8 de octubre de 2022.
| Club                 | Div.          | Temporada     | Liga  | Liga  | Copas nacionales | Copas nacionales | Copas internacionales | Copas internacionales | Total | Total |
| Club                 | Div.          | Temporada     | Part. | Goles | Part.            | Goles            | Part.                 | Goles                 | Part. | Goles |
| -------------------- | ------------- | ------------- | ----- | ----- | ---------------- | ---------------- | --------------------- | --------------------- | ----- | ----- |
| Real Pilar Argentina | 4.ª           | 2018-19       | 29    | 0     | 3                | 0                | —                     | —                     | 32    | 0     |
| Real Pilar Argentina | 3.ª           | 2019-20       | 25    | 0     | 0                | 0                | —                     | —                     | 25    | 0     |
| Real Pilar Argentina | 3.ª           | 2020-21       | 28    | 0     | 1                | 0                | —                     | —                     | 29    | 0     |
| Real Pilar Argentina | Total club    | Total club    | 82    | 0     | 4                | 0                | 0                     | 0                     | 86    | 0     |
| San Telmo Argentina  | 2.ª           | 2022          | 15    | 0     | 0                | 0                | —                     | —                     | 15    | 0     |
| San Telmo Argentina  | Total club    | Total club    | 15    | 0     | 0                | 0                | 0                     | 0                     | 15    | 0     |
| Arsenal Argentina    | 1.ª           | 2023          | 3     | 0     | 1                | 0                | —                     | —                     | 0     |       |
| Arsenal Argentina    | Total club    | Total club    | 3     | 0     | 1                | 0                | 0                     | 0                     | 4     | 0     |
| Total carrera        | Total carrera | Total carrera | 100   | 0     | 5                | 0                | 0                     | 0                     | 105   | 0     |